# Francesc Vernet i Mateu
Francesc Vernet i Mateu (el Masroig, Priorat, 19 de novembre de 1928 - id. 6 de març de 2021) fou un polític i promotor cultural català.

## Biografia
Treballà com a pagès, fou representant de les bodegues cooperatives tarragonines a la UNACO de Madrid i de 1974 a 1978 president de Cooperativa Agrícola i Caixa Rural del Masroig. El 1970 es va afiliar al Front Nacional de Catalunya, del que el 1980 en fou conseller nacional, i va promoure contactes amb grups catalanistes de la Catalunya del Nord, impulsà la implantació al Priorat dels focs de Sant Joan i la flama del Canigó i l'expansió del sindicat Unió de Pagesos a les comarques del Priorat, Ribera d'Ebre i Terra Alta. També fou membre de la Fundació Roca i Galès, i de 1976 a 1982 rector de la Unió Agrària de Reus i directiu de la Caixa Rural de Reus.
El 1981 es va afiliar a Convergència Democràtica de Catalunya. Fou elegit diputat per la circumscripció de Tarragona a les eleccions al Parlament de Catalunya de 1984 i 1988 a les llistes de Convergència i Unió. De 1988 a 1992 fou secretari de la Comissió del Síndic de Greuges del Parlament de Catalunya i de 1984 a 1992 membre de la Comissió d'Agricultura, Ramaderia i Pesca. També fou vocal de la Junta Directiva d'Antics Diputats del Parlament de Catalunya.